# 洛維爾鎮區 (愛荷華州瓊斯縣)
洛維爾鎮區（英語：Lovell Township）是位於美國愛荷華州瓊斯縣的一個行政鎮區。

## 地方資料
根據2010年美國人口普查的數據，洛維爾鎮區的面積為93.11平方千米，當中陸地面積為92.91平方千米，而水域面積為0.22平方千米。當地共有人口2383人，而人口密度為每平方千米25.59人。